# NGC 3812
NGC 3812 ist eine Elliptische Galaxie vom Hubble-Typ E1 im Sternbild Löwe nördlich der Ekliptik. Sie ist schätzungsweise 159 Millionen Lichtjahre von der Milchstraße entfernt und hat einen Durchmesser von etwa 80.000 Lichtjahren. Gemeinsam mit zwei weiteren Galaxien bildet sie die NGC 3798-Gruppe oder LGG 245.
Im selben Himmelsareal befinden sich u. a. die Galaxien NGC 3798, NGC 3814, NGC 3815.
Das Objekt wurde am 6. April 1785 vom deutsch-britischen Astronomen Wilhelm Herschel entdeckt.